# Rutstroemia paludosa
Rutstroemia paludosa är en svampart som först beskrevs av E.K. Cash & R.W. Davidson, och fick sitt nu gällande namn av J.W. Groves & M.E. Elliott 1961. Rutstroemia paludosa ingår i släktet Rutstroemia och familjen Rutstroemiaceae.   Inga underarter finns listade i Catalogue of Life.